# Листовик сірогорлий
Листови́к сірогорлий (Sclerurus albigularis) — вид горобцеподібних птахів родини горнерових (Furnariidae). Мешкає в Центральній і Південній Америці.

## Опис
Довжина птаха становить 16—18 см, вага 34—46 г. Виду не притаманний статевий диморфізм. Забарвлення переважно коричневе, хвіст чорнуватий. Обличчя і горло білуваті або світло-сірі, груди рудувато-коричневі. Дзьоб відносно довгий, довжиною 2 см, прямий і темний.

## Підвиди
Виділяють сім підвидів:
- S. a. canigularis Ridgway, 1889 — Коста-Рика і західна Панама (захід Чирикі);
- S. a. propinquus Bangs, 1899 — Сьєрра-Невада-де-Санта-Марта (північна Колумбія);
- S. a. albigularis Sclater, PL & Salvin, 1869 — Сьєрра-де-Періха, Східний хребет Колумбійських Анд, Венесуельські Анди (Кордильєра-де-Мерида, Прибережний хребет), Тринідад і Тобаго;
- S. a. kunanensis Aveledo & Ginés, 1950 — півострів Парія[en] (північно-східна Венесуела);
- S. a. zamorae Chapman, 1923 — східні передгір'я Анд в Еквадорі (на південь від Напо) і Перу (від Кахамарки до Паско);
- S. a. albicollis Carriker, 1935 — південний схід Перу (Укаялі), західна Бразилія (Акрі, Рондонія, Мату-Гросу), східні передгір'я Анд в Болівії;
- S. a. kempffi Kratter, 1997 — Серранія-де-Уанчака (східна Болівія).

## Поширення і екологія
Сірогорлі листовики мешкають у Коста-Риці, Панамі, Колумбії, Венесуелі, Еквадорі, Перу, Болівії та Бразилії. Вони живуть у вологих гірських і рівнинних тропічних лісах. Зустрічаються на висоті до 2200 м над рівнем моря. Живляться безхребетними, яких шукають в опалому листі.

## Збереження
МСОП класифікує стан збереження цього виду як близький до загрозливого. Їм загрожує знищення природного середовища.